# アリストクセノス

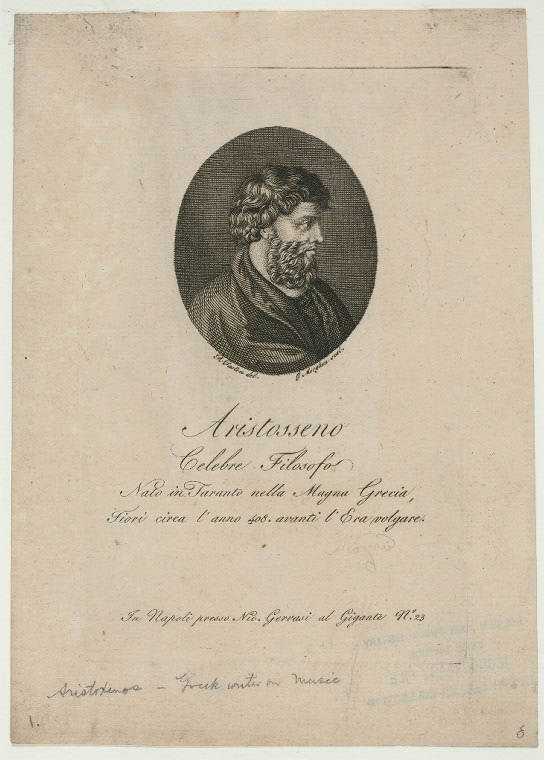
後代の人が想像で描いたアリストクセノスの肖像画

タランタスのアリストクセノス（Ἀριστόξενος ὁ Ταραντίνος: Aristoxenus of Tarentum ; b. c. 375, fl. 335 BCE）は逍遥学派の哲学者。アリストテレスの門下生であった。哲学、倫理学、音楽に関する著作が多数あったようであるが、そのほとんどは失われた。唯一音楽に関する論文『ハルモニア原論』(Greek: Ἁρμονικῶν στοιχείων; Latin: Elementa harmonica)が、不完全ながらも現伝する。その他に、リズムとメトロスに関する著作断片も伝わっている。古代ギリシアの音楽に関する現代の知見の多くが、この『ハルモニア原論』に依拠している。

## 生涯
『スーダ辞典』によると、アリストクセノスはイタリア半島の南端部、タランタス（現代のターラント）に生まれ、父はムネシアス（Mnesias）という名で、スピンタロス（Spintharus）とも呼ばれていた。父ムネシアスは哲学を学んだ音楽の専門家であった。アウルス・ゲッリウスによると、アリストクセノスは最初、父から音楽の手ほどきを受けたあと、エリュトライのランプロスやカルキディケーのクセノピロスといったピュタゴラス派の哲学者の下でも音楽を学んだ。しかし、ピュタゴラス派の教えだけでは飽き足らず、最終的にアリストテレスの門人になった。『スーダ辞典』によると、アリストクセノスはアリストテレスが亡くなったあと、繰り返し彼を侮辱したという。『スーダ辞典』によると、その理由はアリストテレスがリュケイオン学園の後継者に、アリストクセノスではなくテオプラストスを指名したためである。アリストクセノスはその地位を切望しており、門下生の中でも特に秀でた才能であることを常日頃示してきたにもかかわらずアリストテレスからその仕打ちを受けたので、恨みを抱いた。ただし、この説は、「アリストクセノスは師アリストテレスに言及するとき、必ず最大級の賛辞をした」というメッセネのアリストクレスが伝える話と矛盾する。アリストテレスとの決別以後のアリストクセノスの足跡は、『ハルモニア原論』における自著への言及を除くと、まったくの不明である。
アリストクセノスの著作は全部で453巻あったと言われており、哲学、倫理学、音楽の分野に属するテーマを扱い、アリストテレスの様式でまとめられていたとされる。しかしながら、現伝するものは音楽理論に関する『ハルモニア原論』3巻本のみである。残された3巻も全体ではなく一部にすぎない。アリストクセノスの理論は経験論的な傾向を有していた。音楽理論において、数比に基づいて音階を定めるピュタゴラス派と異なり、アリストクセノスは耳で聴いた音に基づいて判断した。ウィトルウィウスの『建築について (De architectura) 』には、アリストクセノスが音楽について述べた著作の引用がある。アリストクセノスの音楽理論は、アルケストラトスのような後代の理論家により議論され、発展をみた。また、ピュタゴラス派の演繹的な方法論と、アリストクセノスの経験主義的な方法論の対立といった議論の進め方に関する部分については、キュレネのプトレマイスのような著述家が言及を残している。
霊魂（プシュケー）は体を形作る四元素の調和であり、それゆえ死すべき運命にある（キケロに言わせれば「それ以外の何ものでもない」）、という説を最初に唱えたのは、アリストクセノスと (fr. 118-121 Wehrli) 、ディカイアルコスとされている。この霊魂必滅説は、プラトンの『パイドン』の中で、テーバイのシミアスが述べる説である。

## 『ハルモニア原論』

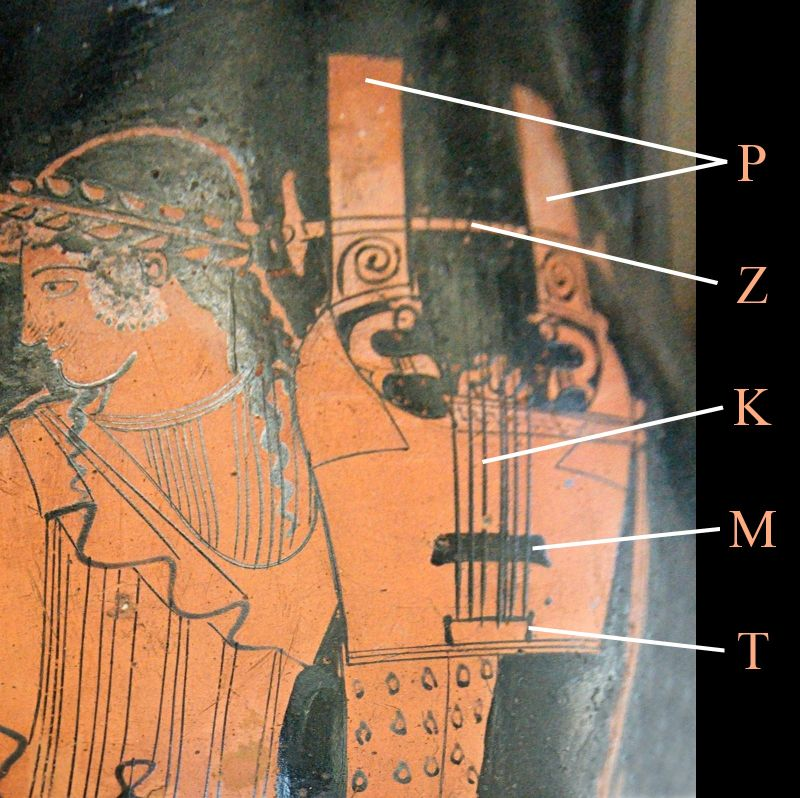
キタラが描かれた古代ギリシアの陶器の一部を拡大したもの。ピュタゴラス派は、コルドと呼ばれる弦Kを調律する際、数学的比率のみに基づくべきとした。

アリストクセノスの著書『ハルモニア原論』は、音楽理論の完全かつ体系的な解説を試みたものである。第1巻では当時のギリシア音楽のゲノス（四弦タイプのキタラの間の2弦の調律に基づく分類のこと）について説明した上で、それぞれのゲノスに属するエイドス又はスケーマ（上記調律をした四弦琴（テトラコルド）で作る音階のこと）についても解説が加えられている。この解説に続いて、音、音程、シュステーマ（それらの組み合わせ方）などに関する用語の定義が述べられる。第2巻でアリストクセノスは音楽を、ゲノス、音程、音、シュステーマ、音色又は旋法、変調、メロポエイア（melopoeia)という7つの要素に分解する。『ハルモニア原論』の残りの部分には、先述の各要素に関する議論に多くが割かれる
現代の学者の間では、算術的規則が音程を定める絶対的な基準となり、調和していると言えるシュステーマならば、そのすべてに数学的な偶然が存在しなければならないというピュタゴラス派の説に対してアリストクセノスが異を唱えていたという学説がほとんどの場合支持されているが、種々のゲノスについてのアリストクセノスの説明においては、特に様々な半音を定義するために、算術的な用語と理論を広範囲にわたって用いていることは注意しなければならない。
アリストクセノスは、第2巻で「聴くことによって、音程の大きさを判断すること、そして考えることによって、その大きさの音程の力を理解すること」を主張した。さらに、「音楽の知識は楽器の研究により得られるという意見に肯定する者もいるが」「感覚による知覚こそが、旋律の本質を発見する最良の手段であり、記憶にも残る。音楽を知るに至る手段として、この他にはない。」と書いた。第2巻でアリストクセノスは、「韻脚の算術的比率に気を付けるためにイアンボス（短長格）を書く必要はないのであるから、プリュギア調の歌を作る際にもその歌に含まれる音の数比に気をつける必要はないのである。」といったことも語っている。しかしながら、このことは、彼が現代の十二音技法などの和声体系を単純化したものを想定していたと解釈されるべきではない。とりわけ、平均律の和声体系と同等のものを想定していたという解釈は、してはならない。アリストクセノスは読者に、「いったい、ゲノスの〔違いによる〕ニュアンス〔の違い〕について議論する人々の意見が一致することがあるだろうか？皆がみな、半音や四分音に音を合わせる際に同じ〔オクターヴの〕分割をするわけではないのだから、メゼから全音2つ分離れた音が『〔半音や四分音をいくつか足した〕和よりも高い音』ではなく、リカノスと呼ばれるべきなのは、なぜだろうか？」と問いかける。

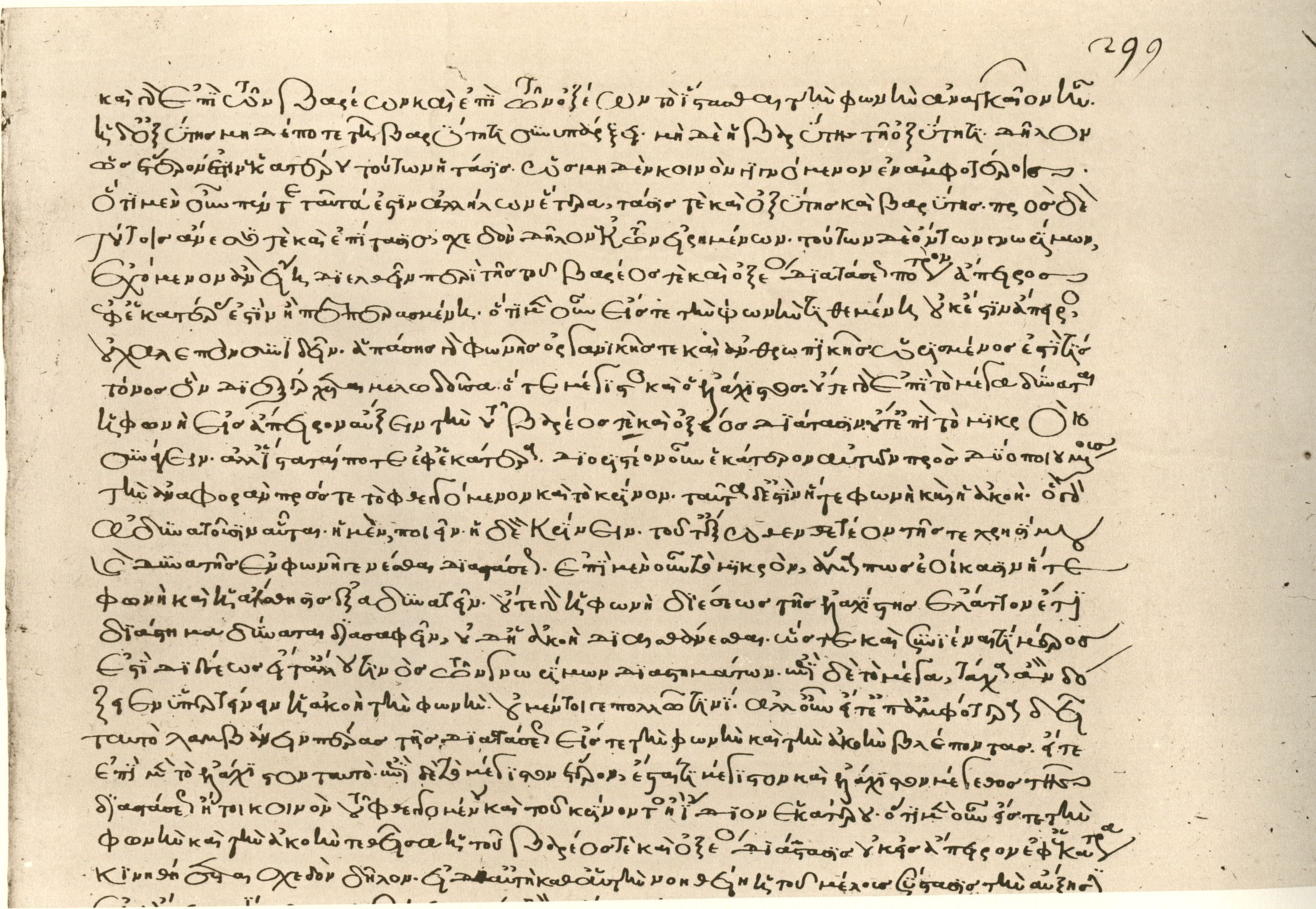
アリストクセノス『ハルモニア原論』（1296年の手写本、ローマ、バチカン図書館蔵、(Vaticanus graecus 191, fol. 299r)）

アリストクセノスの音階とゲノスの本質的なところは、先人のものから鋭く逸脱していると評されることがある。アリストクセノスが音階を作成するにあたって依拠するモデルにトポスの概念（音域のこと）を用いたというのは事実である。しかしながら、このようなことをしたのは彼が初めての人物であると信じる根拠はなく、彼自身もそのようには主張していない。実際に、固定点により定義される、ある程度の幅を持った不定ピッチという概念は、バロック時代の音楽理論にも見られるように、現代の固定ピッチ体系ができあがるまでは、よく知られた概念であった。多少正確ではなくなるが、アリストクセノスの主張を別の言い方で表現するなら、アリストクセノスは、2つの音の間隔を定める際に離散的な数比を用いる代わりに、連続的に変化する数量を用いた。
これがアリストクセノスのテトラコルドを構成するだろう、音階がもう一つの協和音の価値を持つようになるだろうという仮定は、アリストクセノスの解説者や、単純化された十二音技法を好む凝り固まった視点を持つ現代人が何度も繰り返す矛盾だらけの解説に依拠したままでは説明不能な仮定である。アリストクセノス自身は、「(...) 次に述べる2つの事柄は見逃してはならない。多くの人がこれまで言っていた階調は旋律の中で等しい3つの部分に分かれるという説が間違いであるということが一つ目である。彼らは、階調の第3の部分を使用することと、階調を3つの部分に分割し、3つ全部を歌うということとが同じことを意味するということに気づいていないため、この誤りを犯した。二つ目は、純粋的に抽象的な視点から、決して軽視できない2音間の間隔は存在するということを私たちが受け入れているということである。」という考えを述べた。
第3巻では、連続的な旋律に関する28個の法則が解説されており、古典ギリシア音楽の旋律的構造に関心がある者の強い関心を呼ぶ部分である。

## その他の著作

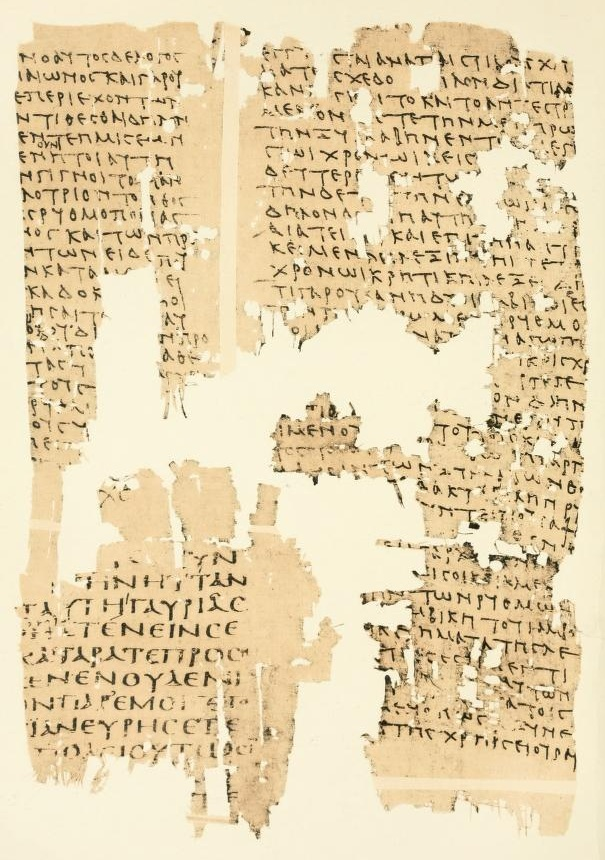
P. Oxy. 9, Rythmica Stoicheia の断片

音律や韻律を論じた『音律原論』（Elementa rhythmica）の第2巻の一部分が、中世の写本を通して現代に伝わっている。テュロスのポルピュリオスは、プトレマイオスの『ハルモニア論』への注釈書の中で、『音色について』（Περὶ τόνων）という題名のアリストクセノスの著作について言及している。その他に、『時間について』という著書もあった。
イブン・アン＝ナディームの『目録の書』（いわゆる『フィフリスト』）には、所有しているアリストクセノスの著作として、『الريموس（レモス?）の書』と『音律原論』（Elementa rhythmica）の2冊が挙げられていて、10世紀のバグダードには少なくともこの2冊が伝わっていたことが確認できる。
オクシリンコス・パピルスには、アリストクセノスのものであろうと推定される韻律に関して述べた5行の断片がある。
スイスの古典学者フリッツ・ヴェールリは、信頼できる証拠のみに基づいて、以下に示すアリストクセノスの著作リストを作成した。
- ピュタゴラス伝 (Πυθαγόρου βίος): fr. 11 Wehrli
- ピュタゴラスとその弟子たちについて (Περὶ Πυθαγόρου καὶ τῶν γνωρίμων αὐτοῦ): fr. 14 Wehrli
- ピュタゴラスの生涯について (Περὶ τοῦ Πυθαγορικοῦ βίου): fr. 31 Wehrli
- Pythagorean maxims or Pythagorean negations (Πυθαγορικαὶ ἀποφάσεις): fr. 34 Wehrli
- Educational customs or Rules of education (Παιδευτικοὶ νόμοι): fr. 42-43 Wehrli
- Political laws (Πολιτικοὶ νόμοι): fr. 44-45 Wehrli
- Mantinean character (Μαντινέων ἔθη): fr. 45, I, lines 1-9 Wehrli
- Praise of Mantineans (Μαντινέων ἐγκώμιον): fr. 45, I, lines 10-12 Wehrli
- アルキュタス伝 (Ἀρχύτα βίος): fr. 47-50 Wehrli
- ソクラテス伝 (Σωκράτους βίος): fr. 54 Wehrli
- プラトン伝 (Πλάτωνος βίος): fr. 64 Wehrli
- 音楽について (Περὶ μουσικῆς): fr. 80, 82, 89 Wehrli
- 音楽を聴くことについて or Lecture course on music (Μουσικὴ ἀκρόασις): fr. 90 Wehrli
- On Praxidamas (Πραξιδαμάντεια): fr. 91 Wehrli
- On melodic composition or On music in lyric poetry (Περὶ μελοποιίας): fr. 93 Wehrli
- 楽器について (Περὶ ὀργάνων): fr. 94-95, 102 Wehrli
- アウロスについて (Περὶ αὐλῶν): fr. 96 Wehrli
- On auletes (Περὶ αὐλητῶν): fr. 100 Wehrli
- On the boring of auloi (Περὶ αὐλῶν τρήσεως): fr. 101 Wehrli
- コローノスについて (Περὶ χορῶν): fr. 103 Wehrli
- 悲劇における舞踊について (Περὶ τραγικῆς ὀρχήσεως): fr. 104-106 Wehrli
- 舞踊の比較 (Συγκρίσεις): fr. 109 Wehrli
- 悲劇詩人について (Περὶ τραγῳδοποιῶν): fr. 113 Wehrli
- テレステス伝 (Τελέστου βίος): fr. 117 Wehrli (according to whom this Telestes is the dithyrambic poet)
- Miscellaneous table talk or Sympotic miscellany (Σύμμικτα συμποτικά): fr. 124 Wehrli
- Notes or Memorabilia (Ὑπομνήματα), Historical notes (Ἱστορικὰ ὑπομνήματα), Brief notes (Κατὰ βραχὺ ὑπομνήματα), Miscellaneous notes (Σύμμικτα ὑπομνήματα), Random jottings (Τὰ σποράδην): fr. 128-132, 139 Wehrli

## 校定本と翻訳書
- Barker, Andrew (1989).  Greek Musical Writings, vol. 2: Harmonic and Acoustic Theory (Cambridge), pp. 119–89, English translation with introduction and notes, ISBN 0-521-61697-2
- Macran, Henry Stewart (1902). The Harmonics of Aristoxenus (Oxford), Greek text with English translation and notes (archive.org, Google Books)
- Marquard, Paul (1868).  Die harmonischen Fragmente des Aristoxenus (Berlin), Greek text with German translation and commentary (archive.org, Google Books)
- Pearson, Lionel (1990).  Aristoxenus: Elementa rhythmica. The fragment of Book II and the additional evidence for Aristoxenean rhythmic theory (Oxford ), Greek texts with introduction, translation, and commentary, ISBN 0-19-814051-7
- Wehrli, Fritz (1967).  Die Schule des Aristoteles, vol. 2: Aristoxenos, 2nd. ed. (Basel/Stuttgart), Greek text (excluding the harmonic fragments, rhythmic fragments, On the Primary Duration, and On tonoi: see p. 28) with commentary in German
- Westphal, Rudolf (1883-1893).  Aristoxenus von Tarent: Melik  und Rhythmik  des classischen Hellenenthums, 2 vols. (Leipzig) (vol. 1, vol. 2)
- Westphal, Rudolf (1861).  Die Fragmente und die Lehrsätze der griechischen Rhythmiker (Leipzig), pp. 26–41, Greek text of Elementa rhythmica and On the Primary Duration (Google Books)
- アリストクセノス／プトレマイオス『古代音楽論集』山本建郎訳、京都大学学術出版会〈西洋古典叢書〉、2008年5月。ISBN 978-4876981755。『ハルモニア原論』、『ハルモニア論』を収録

## 発展資料
- Bélis, Annie (1986). Aristoxène de Tarente et Aristote: le Traité d'harmonique. Paris, Klincksieck.
- Barker, Andrew (1978). “Hoi Kaloumenoi harmonikoi: The Predecessors of Aristoxenus”. Proceedings of the Cambridge Philological Society 24:  1–21. doi:10.1017/s0068673500003990.
- Barker, Andrew (1978). “Music and Perception: A Study in Aristoxenus”. Journal of Hellenic Studies 98:  9–16. doi:10.2307/630189.
- Bélis, Annie (2001). "Aristoxenus". In Stanley Sadie and John Tyrrell (ed.). The New Grove Dictionary of Music and Musicians. Vol. 1. London: Macmillan Publishers. p. [要ページ番号].
  - スタンリー・セイディ主編、ジョン・ティレル編『ニューグローヴ世界音楽大事典 第2版』日本版（講談社）は第1版
- Crocker, Richard (1966). “Aristoxenus and Greek Mathematics”. In LaRue, Jan. Aspects of Medieval and Renaissance Music. New York: W. W. Norton and Co
- Henderson, Isabel (1957). “Ancient Greek Music”. In Wellesz, Egon. Ancient and Oriental Music. The New Oxford History of Music. 1. London: Oxford University Press
- Huffman, Carl (2012). Aristoxenus of Tarentum: Texts and Discussions. New Brunswick: Transactions Publications
- Levin, Flora (1972). “Synesis in Aristoxenian Theory”. American Philological Transactions 103:  211–234.
- Lippman, Edward (1964). Musical Thought in Ancient Greece. New York: Columbia University Press
- Rowell, Lewis (1979). “Aristoxenus on Rhythm”. Journal of Music Theory 23 (Spring):  63–79. doi:10.2307/843694.
- Winnington-Ingram, R. P. (1980). "Aristoxenus". The New Grove Dictionary of Music and Musicians. Vol. 1. London: Macmillan Publishers. p. [要ページ番号].
- Huffman, Carl A. (ed.). Aristoxenus of Tarentum. Discussion, New Brunswick: Transaction Publishers, 2011. (RUSCH XVII).